# Неделчо Кайков
Неделчо Тинчев, наричан още Неделчо Кайков, по-късно известен и под псевдонима Комитата, е четник в Ботевата чета.

## Биография
Неделчо Тинчев е роден в село Крамолин, Севлиевско през 1851 г. и има трима братя: Бельо, Павел и Гено. Липсва конкретна информация как попада в емиграция, но се знае, че бяга в Кралство Румъния заедно със съселянина си Кольо Гончев Петков, където опитва различни занаяти и се жени за Съба Дикова. Според нейни твърдения бракът им е бил ускорен и е сключен само месец преди Неделчо да отпътува с четата.
В личното тефтерче на Христо Ботев е записан на страница 45. След разгрома на четата Неделчо и другарят му Кольо Гончев търсят начин да се доберат до свободна Сърбия, но са забелязани и обградени в една пещера. Кольо е убит, а Неделчо попада в плен. Той скрива от съдебния състав истинското си име и е осъден на „вечни окови“ под името Неделчо Кънчов от несъществуващото село Гръмикло. Прекарва пет години в Диарбекир, където боледува, но доживява до амнистия. Прибира се по море в българските земи, като според разказа му това става с помощта на с турска лодка „каик“ до Бургас, откъдето му е присвоено и ново фамилно име. Неговите спомени са записани от учителя Стефан Бянков от Крамолин и по-късно са публикувани във вестник „Балканско знаме“, Габрово (бр. 152 от 12 декември 1956 г.).
Според по-късни данни от негови наследници и роднини, Неделчо Кайков е свидетел на смъртта на Ботев от ръцете на свой четник, настъпила заради драматичен спор как да бъде продължен походът на бунтовниците.
Неделчо Кайков умира 27 юни 1912 след като му съобщават, че синът му Христо е загинал в Балканската война.

## Памет
В Крамолин е издигнат паметник на ботевите четници К. Г. Пенков и Н. Т. Кайков, както и на загиналите в Балканските войни 1912 – 1913 г. и в Първата световна война 1914 – 1918 г.
На 2 юни 2009 във Варна е открита улица и паметна плоча на името на Неделчо Кайков